# Gerhard Fuchs (Koch)
Gerhard Fuchs (* 24. April 1971 in Wels) ist ein österreichischer Koch. 

## Werdegang
Nach der Ausbildung in der „Hotel Management School“ in Bad Ischl und im „Hotel Rosenberger“ in Wels ging Fuchs zum „Altwienerhof“ nach Wien. 
1992 wurde er Küchenchef im „Restaurant A la carte“ in Klagenfurt. Nach weiteren Stationen war er 2002 Küchenchef in der „Saziani Stub’n“ in Straden. 
Von September 2006 bis November 2013 war er Küchenchef und Patron des „Kreuzwirt am Pössnitzberg“ in Leutschach, wo er seit 2010 mit einem Michelin-Stern und 18 Punkten im Gault-Millau ausgezeichnet wurde.
Im September 2014 erschien das Kochbuch Meine Südsteiermark im Styria Pichler Verlag.
Seit Oktober 2014 kocht Fuchs im eigenen Lokal „Die Weinbank“ in Ehrenhausen.

## Auszeichnungen
- 2005: „Koch des Jahres 2004“, Gault Millau Österreich
- 2009: „Wirt des Jahres 2009“, „Wo isst Österreich“
- 2014: Gourmand Award 2015 in der Kategorie „Best Local Cuisine Book“ in Österreich